# 張慧慈
張慧慈（英文名：英語：，1973年3月21日—），香港作家及節目主持，曾經香港有線電視、亞洲電視新聞記者及主播和無綫電視前女藝員，籍貫廣東惠州惠東縣多祝鎮。

## 經歷
1995年畢業於香港浸會大學文學院中國語言及文學系，隨即加入壹週刊擔任財經記者。一年後加入精英廣告公司任創作部撰稿員。
她在1997年以自薦的方式，加入香港有線電視成為新聞主播。
2003年初辭任香港有線電視新聞主播一職，同年加盟亞洲電視新聞部；在出任新聞主播之餘，還參與各類節目主持。但是，她在2007年4月起不再出任新聞主播，而是專注於培訓事業。
張慧慈曾接受亞洲電視節目《電視風雲50年》訪問。2004年在亞視時首次與繆美詩及黃子雄擔任雅典奧運主持，其後在2007年7月離開亞洲電視，同年前往英國艾塞克斯大學修讀心理學系碩士課程，在學期間曾一度向學校申請告假一星期，特意回港接受亞洲電視節目《電視風雲50年》的訪問。2008年畢業後再回港繼續從事培訓工作，同年3月9日並加入無綫電視。
2009年3月8日，張慧慈曾接受無綫電視節目《星期日檔案》訪問。同年3月30日起，張慧慈擔任無綫電視節目東張西望主持，期間亦曾在節目香港築跡擔任主持。2015年3月19日，張慧慈在主持無綫電視節目東張西望最後時段，宣佈是最後一次主持東張西望，及後約滿離職無線電視，目前則現今已專注發展其個人兒童培訓教育事業。
張慧慈目前已婚，丈夫是何偉光 (Chris)。兩人於1998年結婚，並於2012年12月初誕下兒子何日楠 (Ethan)。

## 當上培訓師
張慧慈在修讀本科時期已選修心理學，之後更積極鑽研身心語言程式學（NLP）、九型人格、邁爾斯-布里格斯性格分類法等實用心理學。近年更隨Dr.Wyatt Woodsmall及Marvin Oka學習，並成為認可NLP培訓師。
2006年，張慧慈更獲得「亞洲十大企業培訓師暨最傑出溝通學培訓師」榮譽。她是十位得獎傑出培訓師中，年紀最輕和知名度最高的行業代表人物。

## 專欄
張慧慈現於星期一至五，於《頭條日報》刊登名為《主播看世界》（現稱《慧眼看世界》）的專欄。
張現在亦於she.com主持《在職空間》環節，為網民解答職場疑難。

### 「愛的承諾」事件
2007年，張在其《頭條日報》專欄內，發表一篇名為《愛的承諾》的文章，當中提及到：「如果男人不能夠把他的財產全部奉獻給妻子，則應視之為嫁不得的男人。」其後她更奉勸其他女性效法她這套對愛情的理念，而文章刊登後受到網友熱議，有網友在她的頭條日報留言版上留言，狠批其思想過份拜金。

## 個人作品
- 《自信你可以》張慧慈 著 明窗出版社2005年6月初版 ISBN 9628871978
- 《慧眼看世界》張慧慈 著 星島出版社2007年2月初版 ISBN 9789626725955
- 《慧眼看世界 2》張慧慈 著 星島出版社2007年2月初版 ISBN 9789626726396
- 《慧眼看世界 3》張慧慈 著 星島出版社2010年5月初版 ISBN 9789626727690
- 《自信心理T.E.A.》張慧慈 著 明窗出版社2013年3月初版 ISBN 9789888206193

## 外部連結
- 張慧慈與NLP （页面存档备份，存于）
- 慧眼看世界 （页面存档备份，存于）
- 張慧慈facebook專頁
- NLP 課程 - 張慧慈小姐親自教授 （页面存档备份，存于）
- 張慧慈的個人網頁
- 張慧慈頭條網 Blog City （页面存档备份，存于）